# Roadie

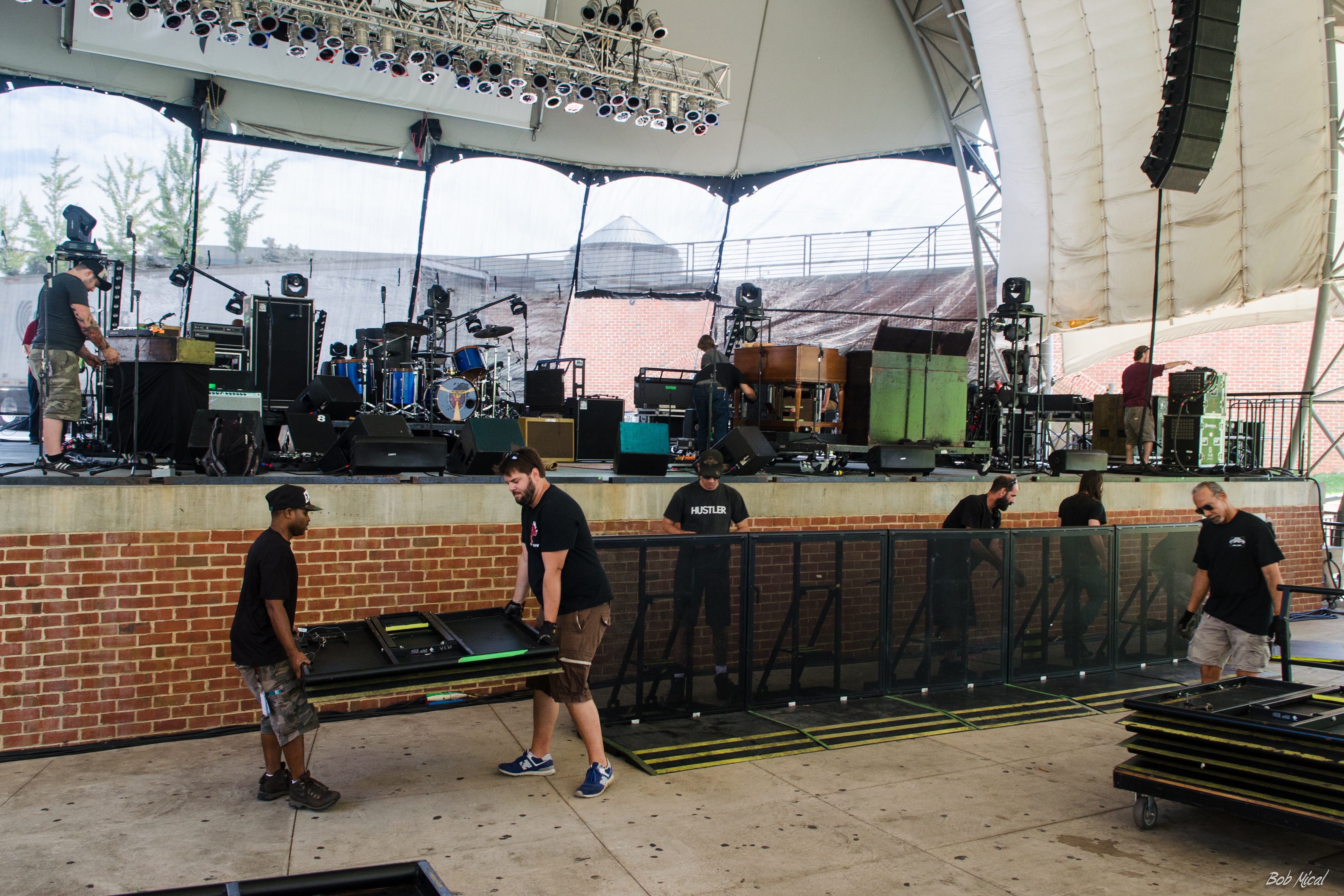
Roadies se preparando para Grace Potter and the Nocturnals no nTelos Pavilion.

Roadie (do inglês road, estrada) é o técnico de apoio que viaja com uma banda em turnê, encarregado de lidar com as produções de shows. O termo aplica-se à indústria musical e trupes teatrais ou outros eventos que envolvam uma produção artística com equipamentos.
Os roadies são quem executa toda a pré-produção de um espetáculo, preparando inclusive o palco.
No álbum Running on Empty de Jackson Browne, o cantor dedica a canção The Load Out aos roadies.

## Roadiesmúsicos
Alguns roadies são músicos e acabam entrando em bandas.

#### Roadiesmúsicos nos Estados Unidos
- Ben Shepherd era roadie do Nirvana até que se uniu com a banda Soundgarden.
- Billy Howerdel era técnico de guitarra até que formou sua própria banda, A Perfect Circle, na qual estrelava, Maynard James Keenan.
- Bob Bryar, foi roadie da banda The Used, até que o My Chemical Romance, convidaram-no para ser o baterista da banda.
- Frank Bello foi roadie da banda Anthrax, antes de se juntar a mesma, em 1981.
- Henry Rollins era roadie da The Teen Idles, até que virou o cantor da banda Rollins Band.
- Jan Michael Alejandro foi roadie de diversos músicos, como: David Bowie, Blondie, James Taylor e outros; hoje compõem para teatro e tem músicas apresentadas por Jackson Browne.
- Jon Walker era técnico de guitarra da banda, Panic! at the Disco, até que eles convidaram-no para ser o baixista do grupo.
- Kurt Cobain era roadie dos The Melvins, depois fundou a banda Nirvana.
- Nick Augusto foi roadie da banda Trivium e acabou entrando na banda para gravar o disco de 2010, ainda sem título.
- Toby Morse foi roadie da banda Sick of It All antes de formar a H2O.

#### Roadiesmúsicos na Inglaterra
- Andy Knowles era roadie do Franz Ferdinand e se tornou quase membro-oficial da banda britânica.
- Elton John foi roadie da banda Three Dog Night, durante sua turnê inglesa nos primeiros meses de 1969.
- Lemmy foi roadie do Jimi Hendrix, depois fundou a banda Motörhead.
- Noel Gallagher foi roadie da banda Inspiral Carpets e depois se uniu ao grupo Oasis.

#### Roadiesmúsicos no Japão
- Kyo foi roadie das bandas Kuroyume e Albatross antes de formar a La;Sadie's e depois a atual Dir en grey.

#### Roadiesmúsicos no Brasil
- Andreas Kisser foi roadie do Max Cavalera, no começo do Sepultura, quando Jairo Guedz saiu da banda, ele assumiu as guitarras e está até hoje na banda.
- Ricardo Fagundes é roadie do Victor & Leo, e está hoje na banda.
- Walter Caio foi roadie de André & Mauro, hoje é dono da Milhouse Produções.